# Nathalie Dewulf
Nathalie Dewulf, née le 3 février 1974 à Iseghem, est une femme politique belge, membre du Vlaams Belang (VB).

## Biographie
Nathalie Dewulf nait le 3 février 1974 à Iseghem.
Aux élections législatives fédérales de 2019, Nathalie Dewulf est élue à la Chambre des Représentants.